# 장진호 (1975년)
장진호(張晋豪, 1975년 8월 15일 ~ )는 아프리카TV 개발자이다. 현재 아몬드소프트 대표이사이다.
2000년 수원대 재학 시절 벤처동아리를 만들고 퀘이크 엔진을 리버싱하여 3차원 엔진 GENESIS를 제작한 후, 세컨드 라이프 컨셉의 가상현실 SNS 서비스를 만들고자 했었다. 이를 위해 네오이데아 설립에 참여하였다.  이후 나우콤, 위메이드를 거쳐 2009년 아몬드소프트를 설립하였다.

## 기타
다큐멘터리 MBC 프라임 방영분
,